# Oligosita longiflagellata
Oligosita longiflagellata är en stekelart som beskrevs av Yousuf och Joshi 2003. Oligosita longiflagellata ingår i släktet Oligosita och familjen hårstrimsteklar. Inga underarter finns listade i Catalogue of Life.